# Patti (Italië)
Patti is een gemeente in de Italiaanse provincie Messina (regio Sicilië) en telt 13.224 inwoners (31-12-2004). De oppervlakte bedraagt 50,2 km², de bevolkingsdichtheid is 263 inwoners per km².
De volgende frazioni maken deel uit van de gemeente: Mongiove.
Patti is al sinds de middeleeuwen de zetel van het rooms-katholieke bisdom Patti.

## Demografie
Patti telt ongeveer 5094 huishoudens. Het aantal inwoners steeg in de periode 1991-2001 met 1,1% volgens cijfers uit de tienjaarlijkse volkstellingen van ISTAT.
| Jaar | Inwoneraantal |
| ---- | ------------- |
| 1991 | 12.959        |
| 2001 | 13.108        |

## Geografie
De gemeente ligt op ongeveer 157 meter boven zeeniveau.
Patti grenst aan de volgende gemeenten: Gioiosa Marea, Librizzi, Montagnareale, Montalbano Elicona, Oliveri, San Piero Patti.

## Geboren in Patti
- Nicolò Gatto (1785-1831), bisschop van Patti
- Filippo Zuccarello (1891-1917), kapitein in het Koninklijk Italiaans Leger, oorlogsheld in de Eerste Wereldoorlog
- Raffaele Saggio (1905-1966), advocaat en senator
- Michele Sindona (1920-1986), advocaat en bankier
- Michelangelo Rampulla (1962), voetballer
- Antonio Cairoli (1985), motocrosser

## Galerij

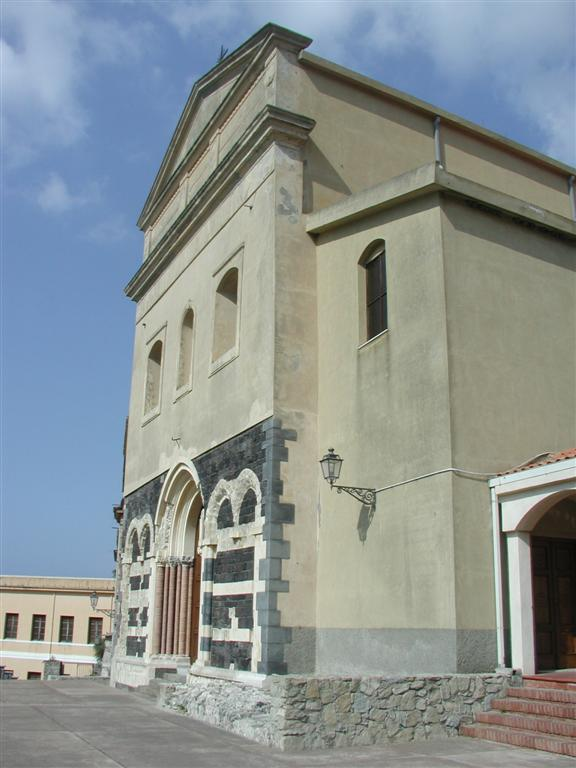
Kathedraal
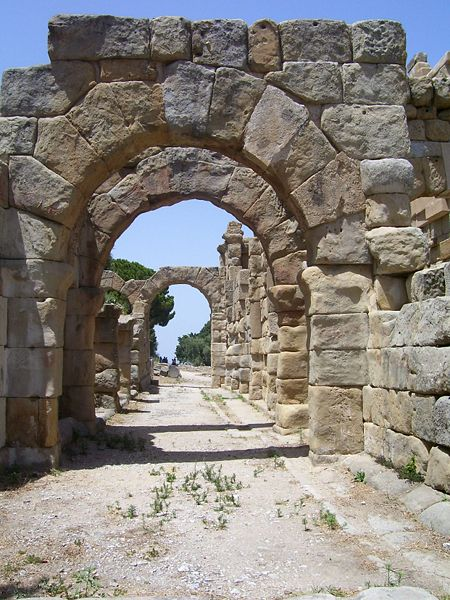
Grieks-Romeinse archeologische site van Tindari
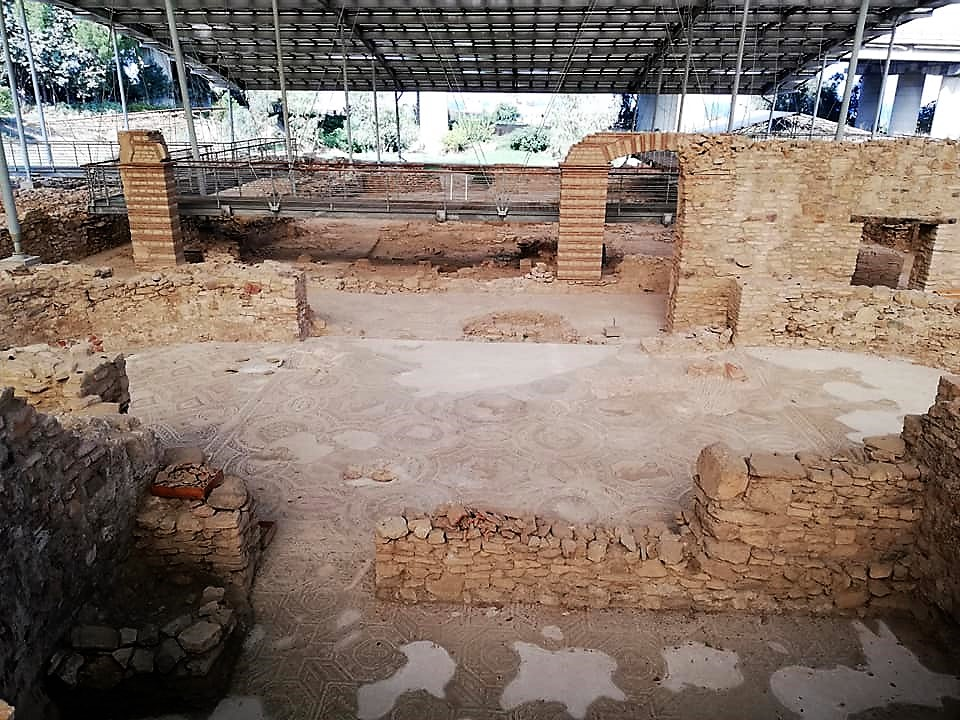
Romeinse villa
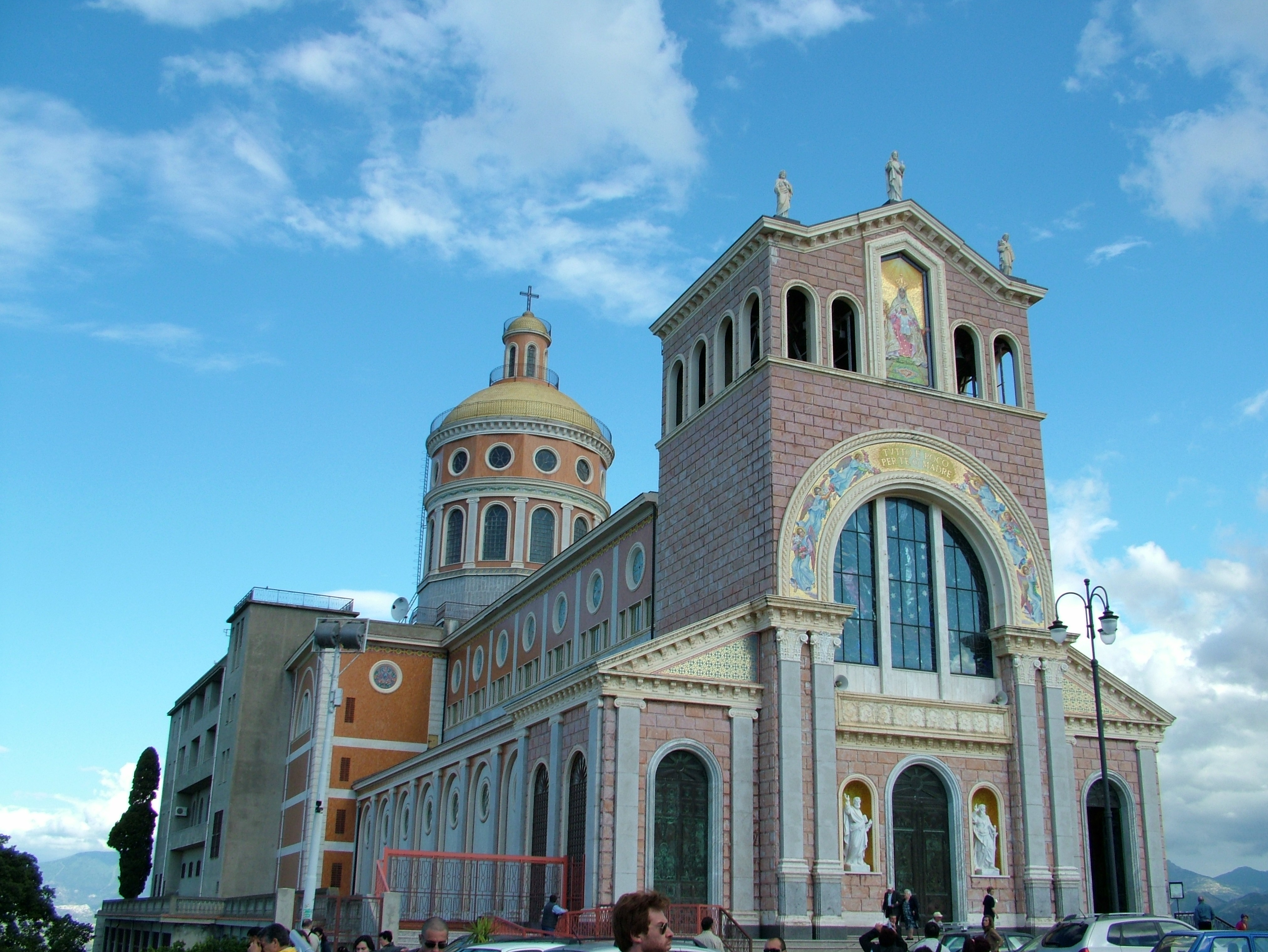
Bedevaartskerk van de Zwarte Madonna

Acquedolci · Alcara li Fusi · Alì · Alì Terme · Antillo · Barcellona Pozzo di Gotto · Basicò · Brolo · Capizzi · Capo d'Orlando · Capri Leone · Caronia · Casalvecchio Siculo · Castel di Lucio · Castell'Umberto · Castelmola · Castroreale · Cesarò · Condrò · Falcone · Ficarra · Fiumedinisi · Floresta · Fondachelli-Fantina · Forza d'Agrò · Francavilla di Sicilia · Frazzanò · Furci Siculo · Furnari · Gaggi · Galati Mamertino · Gallodoro · Giardini-Naxos · Gioiosa Marea · Graniti · Gualtieri Sicaminò · Itala · Leni · Letojanni · Librizzi · Limina · Lipari · Longi · Malfa · Malvagna · Mandanici · Mazzarrà Sant'Andrea · Merì · Messina · Milazzo · Militello Rosmarino · Mirto · Mistretta · Mojo Alcantara · Monforte San Giorgio · Mongiuffi Melia · Montagnareale · Montalbano Elicona · Motta Camastra · Motta d'Affermo · Naso · Nizza di Sicilia · Novara di Sicilia · Oliveri · Pace del Mela · Pagliara · Patti · Pettineo · Piraino · Raccuja · Reitano · Roccafiorita · Roccalumera · Roccavaldina · Roccella Valdemone · Rodì Milici · Rometta · San Filippo del Mela · San Fratello · San Marco d'Alunzio · San Pier Niceto · San Piero Patti · San Salvatore di Fitalia · San Teodoro · Sant'Agata di Militello · Sant'Alessio Siculo · Sant'Angelo di Brolo · Santa Domenica Vittoria · Santa Lucia del Mela · Santa Marina Salina · Santa Teresa di Riva · Santo Stefano di Camastra · Saponara · Savoca · Scaletta Zanclea · Sinagra · Spadafora · Taormina · Terme Vigliatore · Torregrotta · Torrenova · Tortorici · Tripi · Tusa · Ucria · Valdina · Venetico · Villafranca Tirrena